# Mari El
Koordinaten: 56° 30′ N, 48° 0′ O
Die Republik Mari El (russisch Республика Марий Эл, Bergmari Мары Эл Республик, Wiesenmari Марий Эл Республик, übersetzt „das Land der Mari“) ist eine autonome Republik im östlichen Teil des europäischen Russland. Sie liegt am Mittellauf der Wolga im Bereich des Tscheboksarsker Stausees und erstreckt sich zwischen 400 und 800 km östlich von Moskau, etwa auf halbem Weg zum Ural.

## Geographie

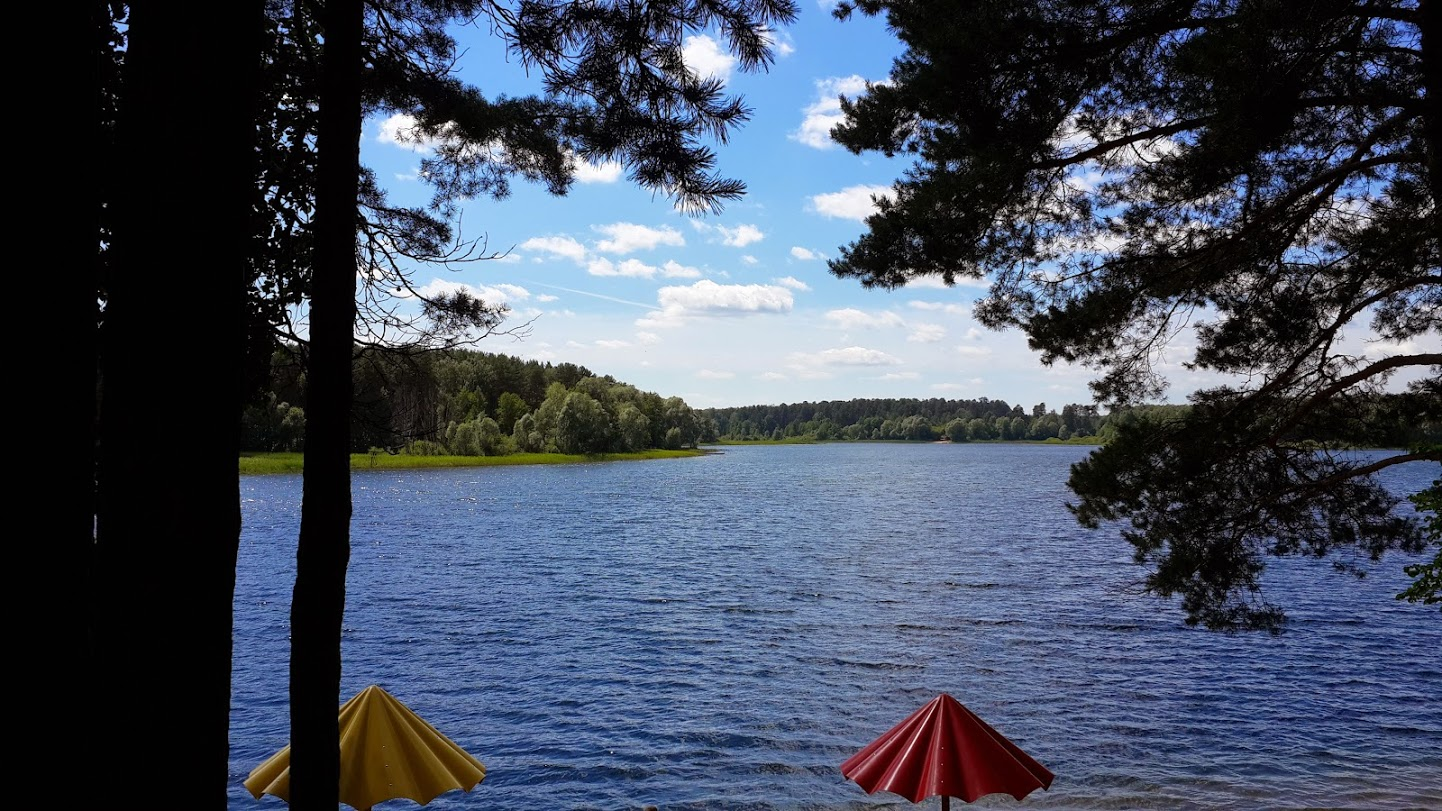
Jaltschik-See, der größte See in Mari El

Der größte Teil der Republik liegt nördlich der Wolga, östlich der Oblast Nischni Nowgorod und nordwestlich von Tatarstan und dessen Großstadt Kasan. Im Süden grenzt es an die autonome Republik Tschuwaschien, die bereits rechtsseitig der Wolga liegt.

## Bevölkerung
Titularnation sind die Mari, ein finno-ugrisches Volk, das früher als „Tscheremissen“ bekannt war. Sie sprechen zwei miteinander verwandte Sprachen, Berg- und Wiesenmari. Die Mari sind knapp hinter den Russen die zweitstärkste Volksgruppe der Republik. Nur etwa die Hälfte aller Mari lebt in ihrer Republik. Nebst Mari und Russen sind die Tataren eine weitere bedeutende Nationalität in Mari El. Kleinere Minderheiten sind die Tschuwaschen und Ukrainer. Das Gebiet verzeichnet seit 1989 einen Bevölkerungsschwund. Dieser betrug (1989–2010) 52.873 Personen oder rund 7 %.
Amtssprachen sind beide Mari-Sprachen sowie Russisch. Bei der Religion überwiegt die Russisch-Orthodoxe Kirche (66 Gemeinden), daneben gibt es Anhänger von ethnischen Religionen (3 Gemeinschaften), Muslime (14 Vereinigungen) und Protestanten (42 Gemeinden).
| Volksgruppe | VZ 1926 | VZ 1926 | VZ 1939 | VZ 1939 | VZ 1959 | VZ 1959 | VZ 1970 | VZ 1970 | VZ 1979 | VZ 1979 | VZ 1989 | VZ 1989 | VZ 2002 | VZ 2002 | VZ 2010 2 | VZ 2010 2 |
| Volksgruppe | Anzahl  | %       | Anzahl  | %       | Anzahl  | %       | Anzahl  | %       | Anzahl  | %       | Anzahl  | %       | Anzahl  | %       | Anzahl    | %         |
| --- | ------- | ------- | ------- | ------- | ------- | ------- | ------- | ------- | ------- | ------- | ------- | ------- | ------- | ------- | --------- | --------- |
| Mari 1 | 247.979 | 51,4 %  | 273.332 | 47,2 %  | 279.450 | 43,1 %  | 299.179 | 43,7 %  | 306.627 | 43,5 %  | 324.349 | 43,3 %  | 312.178 | 42,9 %  | 290.863   | 41,8 %    |
| Russen | 210.016 | 43,6 %  | 266.951 | 46,1 %  | 309.514 | 47,8 %  | 320.825 | 46,9 %  | 334.561 | 47,5 %  | 355.973 | 47,5 %  | 345.513 | 47,5 %  | 313.947   | 45,1 %    |
| Tataren | 20.219  | 4,2 %   | 27.149  | 4,7 %   | 38.821  | 6,0 %   | 40.279  | 5,9 %   | 40.917  | 5,8 %   | 43.850  | 5,9 %   | 43.377  | 6,0 %   | 38.357    | 5,5 %     |
| Tschuwaschen | 2.184   | 0,5 %   | 5.504   | 0,9 %   | 9.065   | 1,4 %   | 9.032   | 1,3 %   | 8.087   | 1,1 %   | 8.993   | 1,2 %   | 7.418   | 1,0 %   | 6.025     | 0,9 %     |
| Ukrainer | 86      | 0,0 %   | 1.805   | 0,3 %   | 2.728   | 0,4 %   | 4.563   | 0,7 %   | 4.454   | 0,6 %   | 5.344   | 0,7 %   | 5.097   | 0,7 %   | 3.601     | 0,5 %     |
| Deutsche | 36      | 0,01 %  | 247     | 0,04 %  | 1.140   | 0,18 %  | 768     | 0,11 %  | 527     | 0,07 %  | 544     | 0,07 %  | 532     | 0,07 %  | 399       | 0,06 %    |
| Andere | 1.581   | 0,3 %   | 4.622   | 0,8 %   | 6.962   | 1,1 %   | 10.102  | 1,5 %   | 9.034   | 1,3 %   | 10.279  | 1,4 %   | 13.864  | 1,9 %   | 43.267    | 6,2 %     |
| Einwohner | 482.101 | 100 %   | 579.610 | 100 %   | 647.680 | 100 %   | 684.748 | 100 %   | 704.207 | 100 %   | 749.332 | 100 %   | 727.979 | 100 %   | 696.459   | 100 %     |
| 1 Mari, Berg- und Wiesenmari (2002 17.715 und 2010 23.502 Bergmari) 2 34.129 Personen konnten keiner Volksgruppe zugeteilt werden. Diese Leute verteilen sich vermutlich anteilmässig gleich wie die ethnisch zugeschiedenen Einwohner. |         |         |         |         |         |         |         |         |         |         |         |         |         |         |           |           |

## Verwaltungsgliederung und Städte

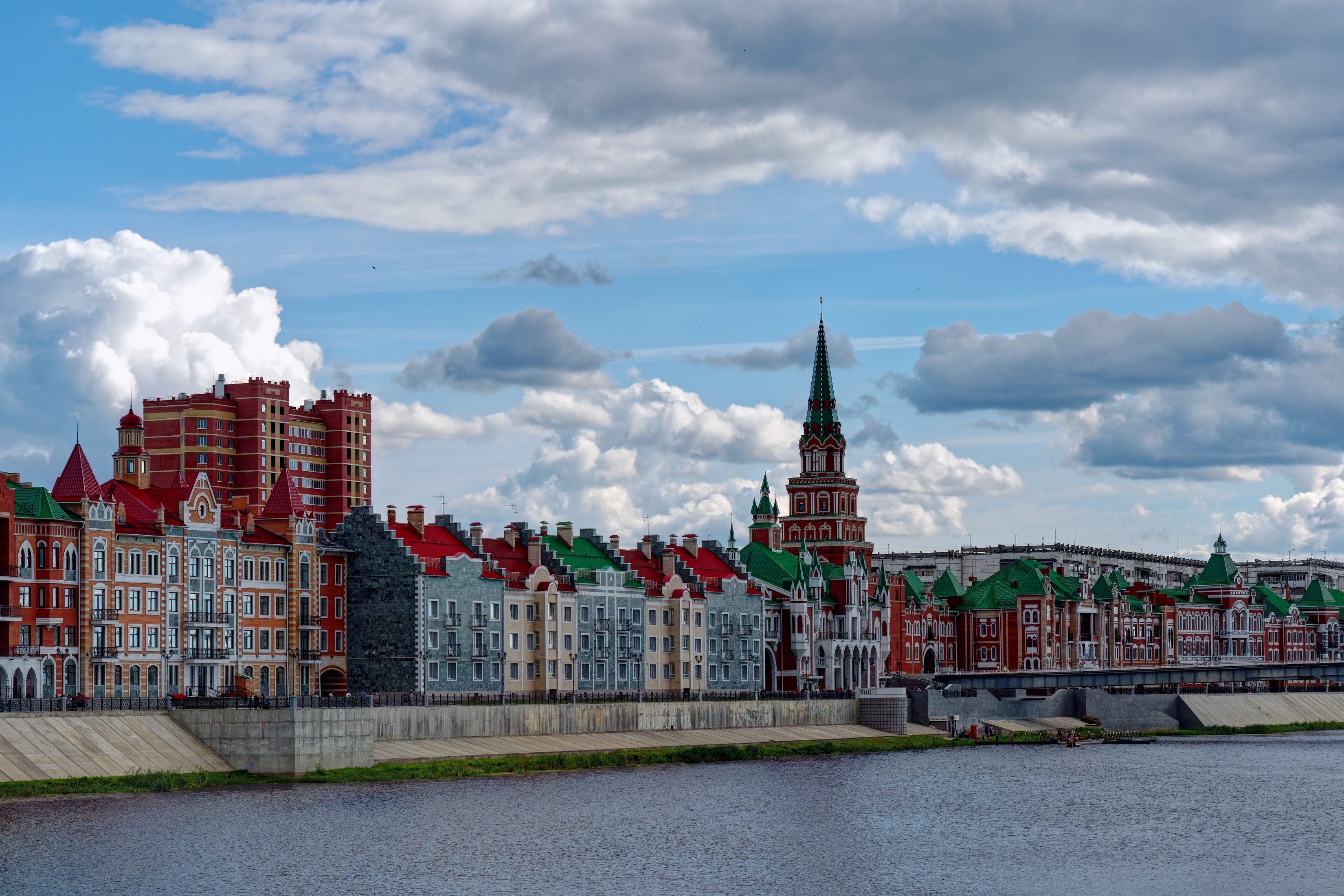
Joschkar-Ola

Die Republik gliedert sich in 14 Rajons und drei Stadtkreise. Die Stadtkreise werden gebildet von der Hauptstadt Joschkar-Ola, der einzigen Großstadt, sowie den einzigen weiteren Städten mit mehr als 20.000 Einwohnern, Kosmodemjansk und Wolschsk. Insgesamt gibt es in der Republik vier Städte und 15 Siedlungen städtischen Typs.
| Stadt/Städt. Siedlung | Russisch       | Mari**            | Einwohner (14. Oktober 2010) |
| --------------------- | -------------- | ----------------- | ---------------------------- |
| Joschkar-Ola*         | Йошкар-Ола     | Йошкар-Ола        | 248.782                      |
| Wolschsk*             | Волжск         | Юлсер-Ола         | 55.659                       |
| Kosmodemjansk*        | Козьмодемьянск | Чыкма (Цикмӓ)     | 21.257                       |
| Medwedewo             | Медведево      | Маскасола         | 16.841                       |
| Swenigowo*            | Звенигово      | Провой            | 11.946                       |
| Sowetski              | Советский      | У Роҥго (У Ронго) | 10.664                       |

Anmerkungen: * Stadt ** Name auf Ost- oder Wiesenmari; in Klammern, sofern abweichend, auf West- oder Bergmari

## Geschichte

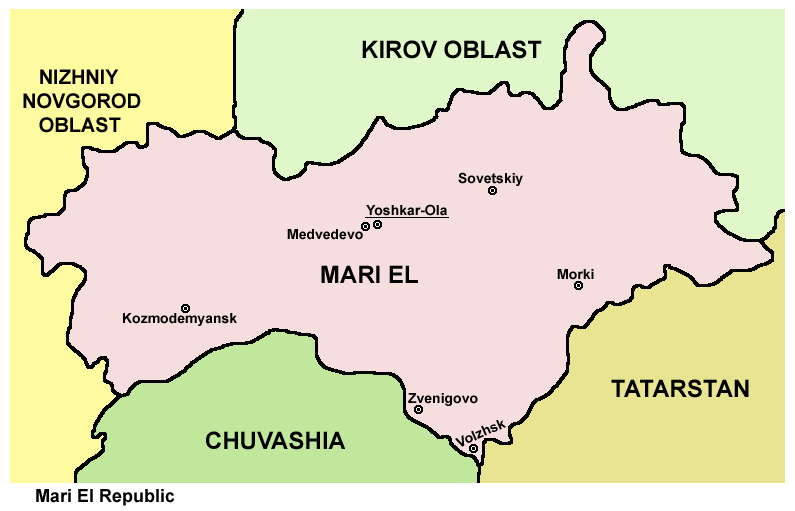

Das Gebiet, das die Mari bewohnten, war lange Zeit zwischen dem Khanat Kasan und Russland und somit auch zwischen Islam und russisch-orthodoxer Kirche umstritten. Mitte des 16. Jahrhunderts kam es endgültig zu Russland und teilt seither dessen Geschichte. 1936 wurde die Autonome Sozialistische Sowjetrepublik (ASSR) der Mari gegründet, aus der 1991 die Republik Mari El entstand.

## Politik
Mari El ist eine Präsidialrepublik. Amtierender Präsident und Regierungschef ist Alexander Jewstifejew. Im Parlament, der Staatsversammlung, sind vier Fraktionen vertreten. Es gibt eine kleine Nationalbewegung der Mari. Ihre bedeutendste Partei ist Mari Uschem.

## Wirtschaft
Mari El liegt in der dichtbewaldeten Region (Taiga), 57 % seiner Fläche sind von Wald bedeckt. Einen dementsprechend wichtigen Erwerbszweig stellt die Forstwirtschaft dar. Andere Industriezweige sind der Maschinenbau und die Elektrotechnik.